# Marina di Gioiosa Ionica
Marina di Gioiosa Ionica là một đô thị ở tỉnh Reggio Calabria trong vùng Calabria, Ý, có cự ly khoảng 70 km về phía tây nam của Catanzaro và khoảng 60 km về phía đông bắc của Reggio Calabria. Tại thời điểm ngày 31 tháng 12 năm 2004, đô thị này có dân số 6.436 người và diện tích là 15,9 km².
Đô thị Marina di Gioiosa Ionica có các frazioni (các đơn vị cấp dưới, chủ yếu là các làng) Junchi, Camocelli superiore, và Camocelli inferiore.
Marina di Gioiosa Ionica giáp các đô thị: Gioiosa Ionica, Grotteria, Roccella Ionica.